# Jama (Izrael)
Jama (hebrejsky: ימה, arabsky: يمة nebo يما) byla vesnice v Izraeli, v  Centrálním distriktu začleněná roku 1988 do města Zemer.
Nacházela se nadmořské výšce cca 90 metrů na pomezí pobřežní nížiny (Šaronská planina) a pahorků v předpolí Samařska, cca 40 kilometrů severovýchodně od centra Tel Avivu a cca 15 kilometrů východně od Netanje. Byla situována na Zelené linii, která odděluje Izrael v jeho mezinárodně uznávaných hranicích od území Západního břehu Jordánu. Na dopravní síť byla napojena pomocí místní silnice číslo 574.
Ležela v oblasti nazývané Trojúhelník, obývané izraelskými Araby, která se v roce 1949 po podepsání dohod o příměří, jež ukončily první arabsko-izraelskou válku, stala součástí státu Izrael, přičemž ale místní arabská populace byla zachována.
Roku 1988 byla Jama (společně s nedalekými vesnicemi Bir al-Sika, Mardža a Ibtan) sloučena do místní rady (malého města) Zemer, které má ovšem podobu volné aglomerace rozptýlené venkovské zástavby a bývalá vesnice Jama si v něm udržuje urbanistickou samostatnost. Nachází se na severozápadním okraji Zemeru.